# SourceTree
SourceTree is een grafische Git- en Mercurial-client voor softwareontwikkelaars op Windows en macOS ontwikkeld door Atlassian. Het is een samenwerkingstool die een grafisch alternatief biedt voor het werken met commando's op de opdrachtregel.

## Functies
- Een repository klonen (git clone)
- Een repository updaten (git pull, git fetch, git push)
- Commits maken (git commit, git stage)
- Optionele integratie met externe mergetools om conflicten tussen bestanden op te lossen (o.a. WinMerge)
- Accountbeheer (o.a. SSH-sleutels)